# Соттунга
Соттунга (швед. Sottunga) — община на Аландских островах, Финляндия. Общая площадь территории — 342,46 км², из которых 314,41 км² — вода.

## Демография
На 31 января 2011 года в общине Соттунга проживало 110 человек: 55 мужчин и 55 женщин.
Финский язык является родным для 7,56 % жителей, шведский — для 87,39 %. Прочие языки являются родными для 5,04 % жителей общины.
Возрастной состав населения:
- до 14 лет — 14,55 %
- от 15 до 64 лет — 61,82 %
- от 65 лет — 31,82 %

Изменение численности населения по годам:
| Год  | Численность |
| ---- | ----------- |
| 1980 | 149         |
| 1990 | 133         |
| 2000 | 129         |
| 2010 | 119         |
| 2011 | 110         |